# إدوين لورانس
إدوين لورانس (بالإنجليزية: Edwin Lawrence)‏ هو مُحرِّر وقاضي وسياسي أمريكي، ولد في 28 فبراير 1808، وتوفي في 26 يونيو 1885. انتخب عضو مجلس نواب ميشيغان ‏.